# Résolution 168 du Conseil de sécurité des Nations unies
Membres permanents
- Chine (Taïwan)
- États-Unis
- France
- Royaume-Uni
- URSS

Membres non permanents
- Chili
- Sri Lanka
- Équateur
- Liberia
- Turquie
- RAU

Résolution no 167 Résolution no 169
La Résolution 168 est une résolution du Conseil de sécurité de l'ONU votée le 3 novembre 1961 recommandant la nomination d'un Secrétaire général par intérim.

## Vote
La résolution est votée à l'unanimité.

## Contexte historique
Après la mort du suédois Dag Hammarskjöld au cours de son  mandat de Secrétaire général, le Conseil a recommandé que le diplomate birman U Thant soit nommé Secrétaire général par intérim.

## Texte
- Résolution 168 Sur fr.wikisource.org
- Résolution 168 Sur en.wikisource.org